# 變形金剛初始篇
是一部2024年美國電腦動畫科幻動作片，由喬許·庫利執導，安德魯·巴勒和蓋布瑞爾·法拉利共同撰寫劇本。主要配音員包括克里斯·漢斯沃、布萊恩·泰瑞·亨利、史嘉蕾·喬韓森、基根-麥可·奇、勞倫斯·費許朋和喬·漢姆。
該片由派拉蒙影業排定2024年9月20日在美國上映。

## 劇情
賽博坦是一顆居住著有感知能力的機器人的星球，機器人以一種名為「能量晶體(Energon)」的物質為燃料，並配備了變形齒輪(Transformation cog)，這些裝置可以讓它們變成載具。在首都鐵堡(Iacon)城，缺乏變形波段的勞工機械人奧利安·派克斯潛入檔案館並觀看了有關先鋒至尊的紀錄片，從中得知先鋒至尊是第一批由其創造者普萊姆斯直接製作的變形金剛。此時檔案館保安發現了派克斯，但他最好的朋友，同為低階勞工機械人的D-16將他救了出來。後來，兩人工作的晶體礦坑發生塌方，礦工同事爵士被困。當派克斯和D-16救了他時，他們的監督者黑雲將事件歸咎於他們的上司艾莉塔-1，並將她降職。
賽博坦星的領袖御天至尊此時從地表的探險歸來，聲稱已經擊退了入侵者五面怪(Quintesson)，並組織了一場比賽大肆慶祝。為了證明自己不只是低階勞工，派克斯和D-16非法使用噴射背包參賽但依然失敗。雖然御天至尊承諾獎勵他們且無意中提高了採礦士氣，但憤怒的黑雲將兩人直接下放至最底層的垃圾焚燒廠做苦工，在那裡他們遇到了性格古怪的B-127。在打撈上來的垃圾中發現了一塊晶片，其中包含來自先鋒至尊之一的鈦師傅的求救信息後，派克斯說服D-16和B-127與他一起前往他在地表的坐標，後來還說服暗中搭便車監視眾人的艾莉塔一同行動。
四人在座標顯示中的一個洞穴裡，發現了至尊們與五面怪的戰場遺跡，在這戰場遺跡中還有其他先鋒至尊的遺骸，其中包括D-16崇拜的震天尊（Megatronus Prime）的頭顱，最後發現了處於停機狀態的鈦師傅，眾人使用了攜帶用的能量晶體重啟了鈦師傅，他揭露了御天至尊背叛了其他先鋒至尊讓其死在五面怪之手，且以定期向五面怪提供能量晶體以及自己屈從來換取他統治斯比頓的權力地位，同時剝奪勞工機械人的變形波段以讓他們服從管治。鈦師傅為眾人提供了變形齒輪讓他們能夠變形，還提供了一個帶有御天至尊背叛賽博坦證據的晶片來揭發真相。但御天至尊和他的部隊隨後趕到，捕獲並殺死了鈦師傅。
為了躲避追擊，小隊計劃返回鐵堡城揭露御天至尊背叛賽博坦星的真相，但被曾為先鋒至尊動員對抗御天至尊的至高守衛(High Guard)俘獲，其成員包括天王星、震盪波、音波等人。當D-16武力擊敗至高守衛的領袖天王星並號令一眾至高守衛後，派克斯對D-16在了解真相後日益增加的暴力和不顧一切感到擔憂。而御天至尊的衛隊找到了他們，在隨後的戰鬥中，D-16、B-127和一半至高守衛被抓獲，而揭露御天至尊真實身份的證據晶片則被摧毀。
派克斯在艾莉塔的鼓勵下，集結了剩餘的至高守衛成員並返回鐵堡城營救他們的戰友。到達那裡後，派克斯說服其他勞工一同反抗暴政，而艾莉塔則透過在全城廣播御天至尊的副官黑寡婦(Airachnid)的記憶錄音來揭露真相。擊敗御天至尊後，派克斯和D-16爭論是否處決他，但早被憤怒徹底吞噬的D-16拒絕聽勸並決意處死御天至尊，即使在使用融合炮錯擊派克斯也拒絕再念舊情而任由派克斯墜入賽博坦星深淵；更當著所有人的面將御天至尊撕成兩半。然後搶走了在御天至尊遺骸內部本屬震天尊的變形齒輪並取代自己原有的變形齒輪，隨後自行改名為「密卡登」，並立即下令至高守衛毀滅整個鐵堡城。
另一方面，堕入深淵的派克斯遺骸被賽博坦星內核捕獲，普萊姆斯和先鋒至尊的靈體認可了派克斯的犧牲，並授予他領導矩陣（Matrix of Leadership），使他以「柯博文」的身份復活並返回地面，然後在領導矩陣的加持下擊敗了具有震天尊變形齒輪強化的麥加登，並放逐了後者和所有至高守衛。柯博文在矩陣恢復了所有勞工的變形齒輪和斯比頓枯竭的能量儲備後，將所有追隨自己的變形金剛成員命名為博派金剛，並發出訊息警告五面怪遠離。同時，在片尾彩蛋中，被放逐的麥加登將至高守衛以及追隨者改名為狂派金剛，並向博派金剛宣戰。

## 配音員
- 克里斯·漢斯沃聲演奧利安·派克斯／柯博文（Orion Pax / Optimus Prime）[4]
- 布萊恩·泰瑞·亨利聲演D-16／密卡登（D-16 / Megatron）[4]
- 史嘉蕾·喬韓森聲演艾莉塔-1（Elita-1）[4]
- 基根-麥可·奇聲演B-127／大黃蜂（B-127 / Bumblebee）[4]
- 史蒂夫·布希密聲演天王星（Starscream）[5]
- 勞倫斯·費許朋聲演 鈦師傅（Alpha Trion）[4]
- 喬·漢姆聲演御天至尊（Sentinel Prime）[4]
- 伊薩克·C·辛格頓（英语：Isaac C. Singleton Jr.）聲演黑雲（Darkwing）[6]
- 凡妮莎·利古利（Vanessa Liguori）聲演黑寡婦[6]
- 傑森·科諾皮索斯（Jason Konopisos）聲演震盪波（Shockwave）[6]
- 喬恩·貝利（Jon Bailey）聲演音波（Soundwave）[6]
- 埃文·邁克爾·李（Evan Michael Lee)）聲演爵士（Jazz）[6]

此外，雅希（Arcee）、飛輪（Ratchet）、鐵皮（Ironhide）等許多經典角色也出現於片中。

## 製作
2017年8月，據報導派拉蒙影業正式開發一部《變形金剛》動畫電影。2020年4月，據報導喬許·凱利獲聘執導，安德魯·巴勒（Andrew Barrer）和蓋布瑞爾·法拉利（Gabriel Ferrari）共同撰寫劇本，孩之寶、派拉蒙動畫和娛樂一體製片。2022年12月，據報導片名為《變形金剛：新世代》（Transformers: A New Generation）。然而在2023年4月，製片人洛倫佐·迪·波納文圖拉表示尚未確定最終片名。同月，派拉蒙影業於2023年CinemaCon上正式公佈片名為《變形金剛：源起》（Transformers One），克里斯·漢斯沃、布萊恩·泰瑞·亨利、史嘉蕾·喬韓森、基根-麥可·奇、喬·漢姆和勞倫斯·費許朋擔任主要配音員，波納文圖拉、唐娜·墨菲、麥可·貝、馬克·華伯格和亞倫·德姆（Aaron Dem）製片，史蒂芬·史匹柏、布萊恩·高德納、布萊恩·奧利佛、布萊德利·比爾和瓦列里·安（Valerii An）擔任執行製片人。

## 宣傳
2024年4月18日，首支預告於太空衛星上首播。
2024年8月22日，台灣派拉蒙宣布將在在8月31日、9月3日、9月4日和9月11日舉行特映會。

## 發行
該片由派拉蒙影業排定在2024年9月20日於美國上映。此前，上映日期曾定於2024年7月19日以及2024年9月13日。

## 迴響

### 評價
爛番茄根據169條評論，本片獲得89%的新鮮度，平均得分7.3／10，觀眾的好評度為97%，平均得分4.7／5。在Metacritic上，本片獲得64分。

### 票房
| 上一届： 《角頭—大橋頭》 | 2024年台北週末票房冠軍 第37週     | 下一届： 《我的英雄學院：YOU'RE NEXT》 |
| 上一届： 《野孩子》      | 2024年中国内地一周票房冠军 第39周 | 下一届： 《志愿军：存亡之战》          |

## 外部連結
- 官方网站
- 互联网电影数据库（IMDb）上《變形金剛初始篇》的资料（英文）
- 爛番茄上《變形金剛初始篇》的資料（英文）
- Metacritic上《變形金剛初始篇》的資料（英文）
- Box Office Mojo上《變形金剛初始篇》的資料（英文）
- 開眼電影網上《變形金剛初始篇》的資料（繁體中文）
- 豆瓣电影上《變形金剛初始篇》的資料 （简体中文）